# Notropis chrosomus
Notropis chrosomus és una espècie de peix cipriniforme de la família dels ciprínids.

## Morfologia
Els mascles poden assolir els 8,1 cm de longitud total.

## Distribució geogràfica
Es troba a Nord-amèrica: nord-oest de Geòrgia, Alabama i sud-est de Tennessee (Estats Units).